# 드라간 즈크르바
드라간 즈크르바(1962년 8월 26일 ~ )는 보스니아 헤르체고비나의 전직 축구 선수이다. 현역 시절 포지션은 골키퍼였으며 1995년부터 1997년까지 포항 아톰즈에서 뛰었는데 당시 포항은 김승안의 부상, 김일진의 군 입대로 쓸만한 골키퍼가 이명렬 밖에 없어 본인(드라간)을 영입했다.
한편, 1995년 포항의 후기리그 우승 당시 홍명보와 함께 수비의 주축 역할을 했지만 용병 골키퍼 제한에 발이 묶여 은퇴했다.
아울러, 1986년 12월 3일 입단 후  주전으로 좋은 모습을 보여줬으나  유대순의 급성장 때문에 주전 경쟁에서 차츰 밀리기 시작한 이문영이 프로 6년차가 된 1992년 당시 구단들이 6년차 선수들의 FA 신분 제도를 폐지하는 담합을 벌인 여파 때문에  이 해를 끝으로 은퇴하여 쓸만한 골키퍼 요원이 유대순 밖에 없었던 유공이 1993년 2월 1일 입국시켜 입단 테스트를 받게 했지만 당시 소속팀(포르티모넨스)의 이적 동의를 얻지 못해 입단계약이 좌절됐다.